# Bašovce
Bašovce is een Slowaakse gemeente in de regio Trnava, en maakt deel uit van het district Piešťany.
Bašovce telt 348 inwoners.